# San Francisco (Atlántida)
San Francisco – gmina (municipio) w północnym Hondurasie, w departamencie Atlántida. W 2010 roku zamieszkana była przez ok. 12 tys. mieszkańców. Siedzibą administracyjną jest San Francisco.

## Położenie
Gmina położona jest w środkowej części departamentu. Graniczy z 3 gminami:
- Olanchito od południa,
- El Porvenir od wschodu,
- La Masica od zachodu.

Od północy obszar ogranicza Morze Karaibskie.

## Miejscowości
Według Narodowego Instytuty Statystycznego Hondurasu w 2001 na terenie gminy położone były następujące miasteczka i wsie:
- San Francisco
- Frisco
- La Frutera
- La Llave
- Las Camelias
- Micelly
- Paguales
- Rio Cuero
- Saladito

## Demografia
Według danych honduraskiego Narodowego Instytutu Statystycznego na rok 2010 struktura wiekowa i płciowa ludności w gminie przedstawiała się następująco:
| Wiek          | 0–3   | 4–6 | 7–12  | 13–17 | 18–24 | 25–64 | 65+ | razem  |
| San Francisco | 1 313 | 963 | 1 812 | 1 372 | 1 564 | 4 406 | 621 | 12 050 |
| Mężczyźni     | 652   | 436 | 895   | 685   | 771   | 2 060 | 297 | 5796   |
| Kobiety       | 661   | 526 | 917   | 687   | 793   | 2 346 | 324 | 6254   |